# バリエーション〈変奏曲〉
『バリエーション〈変奏曲〉』（-へんそうきょく）は、日本の歌手中森明菜の2枚目のスタジオ・アルバム。このアルバムは1982年10月27日にワーナー・パイオニア（現：ワーナーミュージック・ジャパン）よりリリースされた (LP: L-12550, CT: LKF-8050)。

## 背景
『バリエーション〈変奏曲〉』は、前作『プロローグ〈序幕〉』からおよそ4か月後となる1982年10月27日に、LP (L-12550)とCT (LKF-8050)の2形態で同時発売された1982年発表の2枚目となるスタジオ・アルバムである。
このアルバムの初回盤特典アイテムには、1983年度版ポートレートカレンダー6枚が封入された。
このアルバムの帯コピーは、「大ヒットアルバム「プロローグ」に続くセカンド・アルバム完成!!ファースト・アルバムとはまた違った、明菜の新しい魅力がここにあります。」であった。本作のプロデュースは、前スタジオ・アルバム『プロローグ〈序幕〉』に引き続いて小田洋雄が担当した。本作収録楽曲のうち3曲目の「脆い午後」では、京言葉の歌詞を取り入れている。
このアルバムと前作『プロローグ〈序幕〉』、3枚目となるスタジオ・アルバム『ファンタジー〈幻想曲〉』を引っさげた中森にとって初の全国コンサート・ツアーAkina Milkyway '83 春の風を感じてが1983年2月より開催された。

## シングル
「少女A」が本作からの先行シングルとして1982年7月28日に発売された。この楽曲は、1982年10月27日の本作発売直前となる1982年10月18日付のオリコン週間シングルチャートで最高順位5位を記録し、同曲で中森はブレイクを果たした。

## 批評
『バリエーション〈変奏曲〉』について『Hotwax presents 歌謡曲 名曲名盤ガイド 1980's』の馬飼野元宏は、ファースト・アルバム『プロローグ〈序幕〉』を上回るほどの多様性のある作風と指摘した上で、「1枚目に比べヴォーカルも安定し、人懐っこい声質が全編通して魅力的だ。」と批評した。

## チャート成績
『バリエーション〈変奏曲〉』は、オリコン週間LPチャートの1982年11月8日付で初登場し、最高順位1位を記録した。翌週の1982年11月15日付でも2週連続となる首位を獲得後、翌年の1983年1月24日付でも通算3週目となる1位を記録した。同チャートには、計29週に渡ってランクインしている。また、オリコンの週間カセットチャートでも最高順位1位を獲得し、同チャートには計34週に渡ってランクインした。LP盤はおよそ44万枚を超える売り上げを獲得し、カセット盤ではおよそ30万枚の売り上げを獲得した。1983年度のオリコン年間アルバムチャートでは、8位を記録した。自身のスタジオ・アルバム中、最大のセールスとなっている。

## 収録曲
| #  | タイトル                   | 作詞       | 作曲       | 編曲     | 時間 |
| -- | -------------------------- | ---------- | ---------- | -------- | ---- |
| 1. | 「（イントロダクション）」 |            | 若草恵     | 若草恵   | 1:46 |
| 2. | 「キャンセル！」           | 売野雅勇   | 伊豆一彦   | 萩田光雄 | 3:24 |
| 3. | 「脆い午後」               | 中里綴     | 三室のぼる | 萩田光雄 | 4:21 |
| 4. | 「哀愁魔術」               | 森雪之丞   | 小杉保夫   | 萩田光雄 | 4:32 |
| 5. | 「咲きほこる花に……」       | 来生えつこ | 来生たかお | 若草恵   | 4:37 |
| 6. | 「ヨコハマA・KU・MA」      | 中里綴     | 南佳孝     | 萩田光雄 | 3:42 |

| #         | タイトル                             | 作詞       | 作曲       | 編曲      | 時間  |
| --------- | ------------------------------------ | ---------- | ---------- | --------- | ----- |
| 7.        | 「メルヘン・ロケーション」           | 中里綴     | 三室のぼる | 萩田光雄  | 4:37  |
| 8.        | 「少女A」                            | 売野雅勇   | 芹澤廣明   | 萩田光雄  | 3:34  |
| 9.        | 「第七感（セッティエーム・サンス）」 | 篠塚満由美 | 南佳孝     | 萩田光雄  | 4:12  |
| 10.       | 「X3ララバイ」                       | 森雪之丞   | 小杉保夫   | 萩田光雄  | 3:43  |
| 11.       | 「カタストロフィの雨傘」             | 篠塚満由美 | 和泉常寛   | 若草恵    | 4:56  |
| 12.       | 「（エンディング）」                 |            | 若草恵     | 若草恵    | 0:44  |
| 合計時間: | 合計時間:                            | 合計時間:  | 合計時間:  | 合計時間: | 44:08 |

| #         | タイトル                 | 作詞      | 作曲       | 編曲      | 時間  |
| --------- | ------------------------ | --------- | ---------- | --------- | ----- |
| 13.       | 「夢判断」(「少女A」B面) | 中里綴    | 三室のぼる | 萩田光雄  | 3:24  |
| 合計時間: | 合計時間:                | 合計時間: | 合計時間:  | 合計時間: | 47:39 |

## スタッフ
『バリエーション〈変奏曲〉』のライナ・ノーツより
| - プロデューサー: 小田洋雄 - ディレクター: 島田雄三 - ミキサー: 菊池功 - アシスタント・ミキサー: 草柳俊一 - フォトグラファー: 野村誠一 | - スタイリスト: 東野邦子 - ヘア・メイク: 大沢紀夫 - アートディレクター: 林柾 - デザイン: 持田恭男 - セールス・プロモーター: 畠山政行 |

## リリース履歴
| 発売日         | レーベル                                   | 規格                       | 品番          | 備考                                                |
| -------------- | ------------------------------------------ | -------------------------- | ------------- | --------------------------------------------------- |
| 1982年10月27日 | リプリーズ・レコード/ ワーナー・パイオニア | LP                         | L-12550       |                                                     |
| 1982年10月27日 | リプリーズ・レコード/ ワーナー・パイオニア | CT                         | LKF-8050      |                                                     |
| 1983年5月28日  | リプリーズ・レコード/ ワーナー・パイオニア | SD                         | SDM-15004     |                                                     |
| 1983年7月23日  | リプリーズ・レコード/ ワーナー・パイオニア | CD                         | 35XL-6        | 銀色ビニール帯                                      |
| 1985年6月10日  | リプリーズ・レコード/ ワーナー・パイオニア | CD                         | 32XL-79       | 廉価盤、色分けビニール帯                            |
| 1991年8月17日  | ワーナーミュージック・ジャパン             | CD                         | WPCL-411      | 廉価盤、紙帯                                        |
| 1996年4月25日  | ワーナーミュージック・ジャパン             | CD                         | WPC6-8183     | 音泉1500シリーズ、Q盤                               |
| 2006年6月21日  | ワーナーミュージック・ジャパン             | CD、デジタル・ダウンロード | WPCL-10277    | 紙ジャケット仕様完全生産限定盤                      |
| 2007年5月9日   | ワーナーミュージック・ジャパン             | デジタル・ダウンロード     | N/A           | [ 17 ]                                              |
| 2012年8月22日  | ワーナーミュージック・ジャパン             | SACD/CDハイブリッド        | WPCL-11135    | 紙ジャケット仕様完全生産限定盤                      |
| 2014年1月29日  | ワーナーミュージック・ジャパン             | CD                         | WPCL-11723    | 廉価盤、赤帯                                        |
| 2018年5月2日   | ワーナーミュージック・ジャパン             | LP                         | WPJL-10084    | 初回生産限定盤、180g重量盤                          |
| 2022年7月1日   | ワーナーミュージック・ジャパン             | 2CD                        | WPCL-13387～8 | オリジナル・カラオケ付 2022ラッカーマスターサウンド |

## 参照
1. 1 2  “iTunes - ミュージック - 中森明菜「バリエーション〈変奏曲〉」”.  Apple. 2012年11月27日閲覧。
2. 1 2 3 4 5 6 7  『バリエーション〈変奏曲〉』（LP）中森明菜、ワーナー・パイオニア、1982年10月27日。L-12550。
3. 1 2 3 4 5 6 7 8  『ALBUM CHART-BOOK COMPLETE EDITION 1970 〜 2005』オリコン・マーケティング・プロモーション、2006年4月25日、455-457、881頁頁。ISBN 4871310779。
4. 1 2 3  オリコンランキング情報サービス「you大樹」
5. ↑  “バリエーション〈変奏曲〉 AKINA NAKAMORI SECOND | 中森明菜 | ワーナーミュージック・ジャパン - Warner Music Japan”.  ワーナーミュージック・ジャパン. 2011年7月30日閲覧。
6. 1 2  “中森明菜オフィシャルサイト » Album”.   Nakamoriakina.com. 2012年3月3日閲覧。
7. 1 2 3  『AKINA』（4×12cmCD）中森明菜、ワーナーミュージック・ジャパン、1993年11月10日。WPCL-770〜3。
8. ↑  『プロローグ〈序幕〉』（LP）中森明菜、ワーナー・パイオニア、1982年7月1日。L-12531。
9. ↑  “脆い午後 中森明菜 歌詞情報 - goo 音楽”.  goo. 2011年3月4日閲覧。
10. ↑  (1983年) 中森明菜『Akina Milkyway '83 春の風を感じて』のツアー・パンフレット. 研音 (MILKY HOUSE)
11. ↑  “中森明菜オフィシャルサイト » Single”.   Nakamoriakina.com. 2012年3月3日閲覧。
12. ↑  『別冊ザテレビジョン ザ・ベストテン 〜蘇る!80'sポップスHITヒストリー〜』、角川インタラクティブ・メディア、2004年12月、16-17頁、ISBN 4048944533。
13. ↑  馬飼野元宏『Hotwax presents 歌謡曲 名曲名盤ガイド 1980's』シンコーミュージック・エンタテイメント、2006年7月20日、64頁。ISBN 440175106X。
14. ↑  “バリエーション〜変奏曲〜 - 中森明菜 - Yahoo!ミュージック”.  Yahoo! JAPAN. 2012年8月9日時点のオリジナルよりアーカイブ。2012年3月24日閲覧。
15. ↑  “中森明菜 / ヴァリエーション（変奏曲） [再発] [CD] [アルバム] - CDJournal.com”.   音楽出版社. 2012年3月24日閲覧。
16. ↑  “中森明菜 / バリエーション（変奏曲） [紙ジャケット仕様] [限定] [CD] [アルバム] - CDJournal.com”.   音楽出版社. 2012年3月24日閲覧。
17. ↑  “音楽ダウンロード・音楽配信サイト　mora 〜“WALKMAN”公式ミュージックストア〜”.  レーベルゲート. 2012年11月27日閲覧。
18. ↑  “中森明菜 / バリエーション(変奏曲)AKINA NAKAMORI SECOND [SA-CDハイブリッドCD] [紙ジャケット仕様] [限定] [CD] [アルバム] - CDJournal.com”.   音楽出版社. 2012年7月22日閲覧。
19. ↑  “横浜幻想〜ヨコハマファンタジー [2CD] [CD] [アルバム] - CDJournal.com”.   音楽出版社. 2012年9月15日閲覧。